# کوه لمبورن
کوه لمبورن (به انگلیسی: Mount Lamborn) یک کوه در ایالات متحده آمریکا است که در کلرادو واقع شده‌است. کوه لمبورن ۳٬۴۷۵٫۳۷ متر بالاتر از سطح دریا واقع شده‌است.